# Ko Pha Ngan

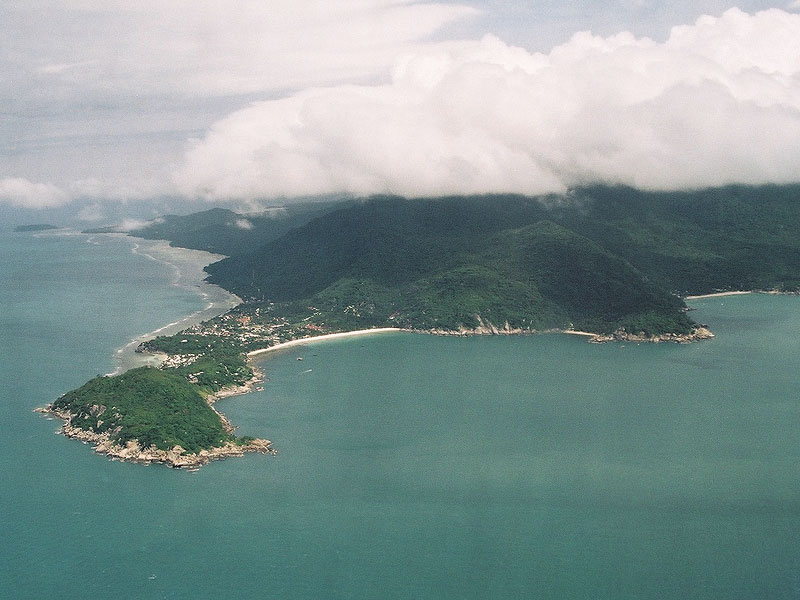
Flygfoto över Phangan.

Phangan, även Koh Phangan eller Ko Pha Ngan (thai: เกาะพะงัน), är en ö i södra Thailand, belägen på landets östkust i provinsen Surat nära Koh Samui och Koh Tao.